# Précepteur (ordre)
Le précepteur était, aux XIIe siècle et XIIIe siècle, le responsable élu d’une commanderie de l’ordre du Temple ou de l'ordre de Saint-Jean de Jérusalem, appelée aussi préceptorie ou maison.

## Histoire
Le terme de commandeur est apparu lors d'une réforme de la règle des Hospitaliers et est plus souvent employé aujourd’hui. Ce titre servait également à nommer les dignitaires qui administraient une province templière, une « langue hospitalière » ou un bailliage.

## Ordre du Temple
- Gérard de Villiers (1299–1307) précepteur de l'ordre du Temple
- Geoffroy de Charnay était précepteur de Normandie.